# Edvardas Mikučiauskas
Edvardas Mikučiauskas (ur. 23 sierpnia 1901 w Kownie, zm. 21 lutego 1986 w Janowie) – litewski piłkarz, olimpijczyk.
Od 1922 do 1927 roku był napastnikiem klubu Kovas Kowno. W latach 1924–1926 zdobył trzykrotnie mistrzostwo Litwy. Ponadto w 1922 roku został wicemistrzem kraju (klub funkcjonował wtedy pod nazwą LFLS Szańce), a w 1923 roku zajął trzecie miejsce.
Otrzymał powołanie do reprezentacji narodowej na Letnie Igrzyska Olimpijskie 1924 (debiut Litwy na igrzyskach olimpijskich). Litwini rozegrali jeden mecz; w pojedynku 1/16 finału reprezentanci tego kraju przegrali z drużyną Szwajcarii 0–9 i odpadli z turnieju. Był to jedyny mecz Mikučiauskasa w reprezentacji Litwy.

## Mecze w reprezentacji
| Mecze i gole w reprezentacji | Mecze i gole w reprezentacji | Mecze i gole w reprezentacji | Mecze i gole w reprezentacji | Mecze i gole w reprezentacji | Mecze i gole w reprezentacji | Mecze i gole w reprezentacji | Mecze i gole w reprezentacji     |
| Litwa                        | Litwa                        | Litwa                        | Litwa                        | Litwa                        | Litwa                        | Litwa                        | Litwa                            |
| Lp.                          | Data                         | Miejsce                      | Reprezentacja                | Przeciwnik                   | Wynik                        | Gol                          | Rozgrywki                        |
| ---------------------------- | ---------------------------- | ---------------------------- | ---------------------------- | ---------------------------- | ---------------------------- | ---------------------------- | -------------------------------- |
| 1.                           | 25.05.1924                   | Paryż                        | Litwa                        | Szwajcaria                   | 0:9                          |                              | Letnie Igrzyska Olimpijskie 1924 |